# Pellegrino Possenti
Pellegrino Possenti (9 de juliol de 1597 - 20 d'abril de 1649) fou un compositor italià del barroc primerenc.
Publicà a Venècia: Canora sampogna, Lamento d'Ariana, Li sospiri d'Ergasto, etc.. Accenti pietosi d'Armillo, i la col·lecció de sonates Concertus armonici, obres impreses, respectivament, el 1623, 1625 i 1628.